# Меррем, Блазиус
Блазиус Меррем (нем. Blasius Merrem; 4 февраля 1761, Бремен — 23 февраля 1824, Марбург) — немецкий натуралист, профессор университета Дуйсбурга и университета Марбурга.
Меррем был сыном торговца, который посвятил себя сначала изучению языков (арабский язык, латынь, греческий язык). После своего поступления в университет Гёттингена в 1778 году, он стал учеником Иоганна Фридриха Блуменбаха и начал интересоваться зоологией вообще и орнитологией в особенности. В этой области он особенно отличился.
В его честь назван род цветковых растений Мерремия (Merremia Dennst. ex Endl., 1841).